# Eacles callopteris
Espèce
Eacles callopteris est une espèce de lépidoptères appartenant à la famille des Saturniidae. Certains auteurs la considèrent comme une sous-espèce de Eacles acuta.

## Première publication
(en) LW Rothschild, New American Saturniidae and Ceratocampidae, Novitates Zoologicae 14(2):424 (1907) Texte complet